# Zandhoornbloem
Zandhoornbloem (Cerastium semidecandrum) is een lage, eenjarige plant uit de anjerfamilie (Caryophyllaceae). Het aantal chromosomen is 2n = 36.

## Determinatie
De plant wordt 1–20 cm hoog, heeft geel- tot grasgroene bladeren en is bezet met korte tot 0,3 mm lange klierharen. Ook komen gewone haren voor. Er komen alleen maar bloeiende stengels voor. De nauwelijks 1,5 cm lange bladeren zijn eirond of langwerpig eirond met een meestal stompe of soms spitse top. De schutbladen hebben evenals de kelkbladen een brede, vliezige rand met slechts in het midden een kleine groene vlek. De bloemen zijn 5–7 mm groot. De witte, ondiep ingesneden kroonbladen zijn tot ongeveer een achtste van de lengte uitgerand en zijn korter of even lang als de kelkbladen. De nagel van het kroonblad is kaal.
De zandhoornbloem bloeit van maart tot juni.
De vruchtsteel is één tot drie keer zo lang als de kelk en na de bloei tot aan de afrijping naar beneden gericht en aan de basis gekromd. De langwerpige tot walsvormige doosvrucht is 4,5–6,5 mm lang en springt met 10 tanden open. De zaden zijn geelachtigbruin en 0,3–0,6 mm lang.

## Ecologie
De zandhoornbloem komt voor in open graslanden, akkerland en in bermen. De voorkeur gaat uit naar zomers droge, mesotrofe tot ook oligotrofe, humeuze, losse zandgronden. In Nederland komt de soort ook veel in de duinen voor.

### Syntaxonomie
Zandhoornbloem is een kensoort voor de klasse van droge graslanden op zandgrond (Koelerio-Corynephoretea).

## Verspreiding
Het verspreidingsgebied van de soort strekt zich uit van Zuid-Scandinavië tot het Middellandse Zeegebied en oostelijk tot in Rusland, de Kaukasus en Anatolië. Ook komt de soort voor in Noord-Afrika.

## In andere talen
- Duits: Sand-Hornkraut
- Engels: Little Mouse-ear
- Frans: Céraiste à cinq étamines

... · 
C. arcticum (poolhoornbloem) · 
C. arvense (akkerhoornbloem) · 
C. brachypetalum (kalkhoornbloem) · 
C. diffusum (scheve hoornbloem) · 
C. fontanum · 
C. fontanum subsp. holosteoides (glanzige hoornbloem) · 
C. fontanum subsp. vulgare (gewone hoornbloem) · 
C. glomeratum (kluwenhoornbloem) · 
C. glutinosum (bleke hoornbloem) · 
C. pumilum (steenhoornbloem) · 
C. semidecandrum (zandhoornbloem) ·